# Breitenfeld an der Rittschein
Breitenfeld an der Rittschein è una frazione di 788 abitanti del comune austriaco di Riegersburg, nel distretto di Südoststeiermark (Stiria). Già comune autonomo, il 1º gennaio 2015 è stato aggregato a Riegersburg assieme agli altri comuni soppresso di Kornberg bei Riegersburg e Lödersdorf.